# Kemandungan
Kemandungan is een bestuurslaag in het regentschap Tegal van de provincie Midden-Java, Indonesië. Kemandungan telt 3629 inwoners (volkstelling 2010).